# Alisma gramineum
Alisma gramineum е вид растение от семейство Лаваницови (Alismataceae).

## Разпространение
Видът е разпространен в Австрия, Беларус, Белгия, България, Великобритания, Германия, Гърция, Естония, Италия, Латвия, Литва, Молдова, Нидерландия, Полша, Словакия, Украйна (Крим), Унгария, Франция, Чехия и Швейцария.
Регионално е изчезнал в Дания и Швеция.